# Futbolniy Klub Kareliya-Diskaveri
Futbolniy Klub Kareliya-Diskaveri - em russo: Карелия-Дискавери - foi um clube de futebol da cidade de Petrozavodsk, na região da Carélia.
Fundado em 1935, como Spartak, ganhou o atual nome em 2009. Atualmente milita na divisão Norte-Oeste da Liga de Futebol Amador da Rússia.
Manda seus jogos no Spartak Stadium, em Petrozavodsk, com capacidade para 20.000 torcedores.

## Jogadores famosos
- Sergey Semak